# Attidografia
Attidografia (da Ἀτθίς, Atthìs, in italiano "Attide") è il termine con cui si indicano opere del IV secolo a.C. a carattere storiografico ed epicorio di ambito ed argomento attico.

## Evoluzione ed autori
Secondo Pausania, l'inventore di questo genere sarebbe stato Clidemo, anche se già nel secolo precedente una prima Atthìs fu composta da Ellanico di Lesbo.
Di tutta questa produzione, tendenzialmente storiografica ma dai forti interessi mitologici ed antiquari, non restano che titoli, nomi di autori e i frammenti di tradizione diretta ed indiretta ordinati da Felix Jacoby nei FGrHist.
I principali esponenti del genere, da quanto traspare dai frammenti, furono personaggi di spicco nella politica ateniese: Clidemo e Filocoro, ad esempio, furono esegeti di tradizioni sacrali, mentre Androzione fu un politico di rilievo, appartenente alla cerchia democratico-moderata e Fanodemo fu padre di Diillo, storico della Terza guerra sacra. I restanti attidografi a noi noti sono Demone e Melanzio; a parte, come epigono ellenistico, il callimacheo Istro.

## Caratteristiche
Gli attidografi esponevano la storia di Atene e dell'Attica a partire dal suo passato mitico fino alla contemporaneità, ordinandola per re ed arconti: 
(D. Musti, Storia greca, Roma-Bari, Laterza, 1994, p. 640)
Alle loro opere non erano estranei, tuttavia, specie nelle "archeologie", intenti di razionalizzazione o strumentalizzazione politica della storia secondo le simpatie dell'autore, ben inserendosi nella temperie politica dell'Atene che viveva il proprio declino di città egemone tra metà IV e metà III secolo a.C..